# Viktorija Kalinina
Viktorija Viktorovna Kalinina (Krasnodar, 8. prosinca 1988.), ruska rukometna vratarka i reprezentativka te olimpijska prvakinja. Trenutačno nastupa za krasnodarski Kuban.
Osvajačica je zlatnog odličja s Olimpijskih igara u Rio de Jaineiru 2016. godine. Četiri mjeseca kasnije proglašena je najboljom vratarkom Europskog prvenstva s 41% obrana.
Nastupila je i na Svjetskom prvenstvu u Njemačkoj krajem 2017., na kojem je Rusija osvojila 5. mjesto, a Kalinina je uvrštena među 10 najboljih vratarki turnira.
Pet puta nastupala je u Kupu EHF-a te četiri puta u Kupu pobjednika kupova. Igrala je i za Zvezdu iz Zvenigoroda, Astrahanočku iz Astrahana te djevojčad Moskva 53.
Dvostruka je osvajačica ruskog kupa (2010. i 2011.) sa Zvezdom te osvajačica ruskog prvenstva 2016. s Astrahanočkom.